# Поллино
Национальный парк Поллино (итал. Parco nazionale del Pollino) — национальный парк в Базиликате и Калабрии на юге Италии. Заповедная зона расположена в провинциях Козенца, Матера и Потенца и с общей площадью в 1820 км² является крупнейшим природным парком в стране. 

## История и населённые пункты
Парк был основан в 1992 году и в нём сошлись точки интересов природоохранной и археологической позиции. Населённые пункты с интересными достопримечательностями включают в себя Ротонду, Кастровиллари, Морано-Калабро (монастырь Colloreto), Лайно-Кастелло, Морманно, Скалею, Папазидеро, Чивиту, Черкиару-ди-Калабрии (церковь Madonna delle Armi). В числе албано-говорящих общин здесь присутствуют такие коммуны как Сан-Паоло-Альбанезе, Сан-Константино-Альбанезе и другие.

## Описание
Территория парка располагается преимущественно в гористой местности. Парк назван в честь горного массива Поллино (в свою очередь названного по горе Поллино), имеющего высочайшую вершину в 2267 метров.
Среди протекающих по территории заповедника рек и ручьёв отмечают Лао, Синни, Кошиле и Раганелло.

## Флора и фауна
Символом парка является боснийская сосна, у которой в этих местах сохранился один из последних районов произрастания в Италии. Среди различных видов деревьев, растущих в парке, наиболее заметны пихта белая, клён Лобеля, бук европейский, боснийская сосна, сосна чёрная, тис ягодный и другие.
Представители дикой природы — беркут, итальянский волк, европейская косуля, желна, клушица, сапсан, красный коршун, средиземноморский сокол, лесная соня, обыкновенный стервятник, выдры и олени.

## Археология
В Valle del Mercure были обнаружены останки доисторических видов таких животных как слон Palaeoloxodon antiquus и бегемот Hippopotamus major.
Радиоуглеродное датирование показало, что пещера Ромито была населена с эпохи верхнего палеолита (16 800 лет до н. э.) до эпохи неолита (4470 лет до н. э.). В пещере Ромито найдены кости Homo sapiens, каменные орудия, наскальные граффити. Двадцатилетний юноша Romito 2 был ахондропластическим карликом с нарушенными пропорциями тела. Останки молодого человека-карлика покоились рядом с женским скелетом под огромным выгравированным изображением быка.